# Richard Carpenter
Richard Lynn Carpenter (New Haven, 15 de outubro de 1946) é um cantor, compositor e músico norte-americano. Ele é conhecido por ter feito parte da dupla Carpenters junto de sua irmã Karen Carpenter.

## Infância
Richard Lynn Carpenter nasceu em 15 de outubro de 1946 em New Haven, Connecticut. Recebeu o mesmo nome do irmão mais novo de seu pai, Richard Lynn Carpenter. Coincidentemente, Richard e seu tio casaram-se com mulheres chamadas Mary.
Ele frequentemente tocava o piano enquanto sua irmã, Karen, jogava beisebol lá fora. Ele e Karen também gostavam de ouvir os discos infantis que seu pai lhes trazia. Quando conheceu a música de Perry Como e Ella Fitzgerald, dentre muitos outros, aos 12 anos, decidiu que queria estar na indústria da música.
A família Carpenter mudou-se de New Haven para Downey, Califórnia em junho de 1963. Eles queriam que Richard progredisse em sua carreira musical além de a família estar aborrecida com os invernos gelados da Nova Inglaterra. Àquela época, Richard estava com 16 anos e estudava música na California State University em Long Beach, lá encontrando Frank Pooler, maestro e compositor. Pooler escreveu as letras para o clássico natalino "Merry Christmas Darling" em 1968. Ele também conheceu seu parceiro musical e amigo John Bettis, que coescreveu muitas canções com Richard.

## O Richard Carpenter Trio e o Spectrum
Richard criou o Richard Carpenter Trio em 1965 com a irmã Karen e o amigo Wes Jacobs. Richard tocava piano; Karen, bateria e Wes tocava a tuba e o baixo. Em 1966 o Richard Carpenter Trio tocou "Iced Tea" and "The Girl from Ipanema" no Hollywood Bowl na Batalha das Bandas. Eles ganharam a competição e logo após gravaram três faixas nos estúdios da RCA: "Every Little Thing," "Strangers in the Night" e o original da banda, "Iced Tea". "Iced Tea" é a única gravação que foi oficialmente lançada para o público. Por volta de 1967, Richard e Karen juntaram-se a quatro outros estudantes de música da universidade para formar um sexteto, Spectrum, com: John Bettis, Richard Carpenter, Karen Carpenter, Leslie Johnston, Gary Sims e Danny Woodhams.
Embora o Spectrum tocasse com frequência em clubes noturnos da região de Los Angeles, eles tiveram uma recepção pouco calorosa, sua harmonias e a aversão ao rock'n'roll limitaram o potencial comercial do grupo. Mas ainda assim a experiência do Spectrum rendeu boas sementes para o futuro sucesso: Bettis tornou-se um letrista para as composições originais de Richard e todos os outros membros, com a exceção de Leslie Johnston viriam a ser membros dos Carpenters.

## Carreira
Richard e Karen finalmente assinaram com a A&M Records em 22 de abril de 1969. "Vamos ter esperança de que tenhamos alguns sucessos", disse Herb Alpert aos dois. De acordo com Richard, Herb Alpert deu-lhes carta branca nos estúdios de gravação e após Offering ter sido lançado e não conseguir boas vendagens, muitas pessoas lhe disseram para dispensar os Carpenters da gravadora, mas ele disse aos colegas que lhes daria mais uma chance.
Alpert sugeriu que os Carpenters gravassem uma canção de Burt Bacharach, chamada "(They Long to Be) Close to You." Embora Richard só tenha trabalhado nos arranjos após a insistência de Alpert, seus talentos foram evidenciados no produto final. Seus arranjos e talentos musicais, assim como os vocais de Karen, fizeram a música alcançar o topo das paradas da Billboard Top 100 e lá ficar por um mês. "(They Long to Be) Close to You" ganhou reconhecimento público da noite para o dia. De acordo com Richard, mesmo tendo a canção ganhado popularidade da noite para o dia, o mesmo não aconteceu para os Carpenters.
Certa noite, Richard estava em casa assistindo à televisão e viu um comercial para o Crocker National Bank. Reconheceu as vozes de Paul Williams e Roger Nichols, dois compositores da A&M. Era a canção "We've Only Just Begun". Richard confirmou o envolvimento deles e perguntou se havia uma versão completa da canção, o que foi confirmado por Williams. Richard conseguiu transformar um jingle de banco em um sucesso com disco de ouro certificado pela RIAA. Atingiu a segunda posição na Billboard Hot 100, e transformou-se numa canção comum em casamentos. A canção também lançou com sucesso as carreiras de Nichols e Williams com múltiplos sucessos, não somente dos Carpenters mas também de outros artistas.
Richard compôs muitos dos sucessos dos Carpenters, tais como:
- "Goodbye to Love" (uma das primeiras baladas com solo de guitarra - 7ª posição - influenciou o desenvolvimento do estilo power ballad [3])
- "Top of the World"  (1ª posição)
- "Yesterday Once More" (2ª posição)
- "Only Yesterday" (4ª posição)

## Quaaludes
Enquanto Karen sofria de anorexia nervosa, Richard sofria com a dependência de quaaludes, um tipo de sonífero. Foram-lhe prescritos pelo médico como forma de facilitar o sono, mas seu uso saiu de controle. Ele veio a procurar tratamento na clínica Menninger, em Topeka, Kansas em 1979 para um tratamento de oito semanas, o qual teve sucesso.

## Depois dos Carpenters
Três dias antes de seu trigésimo sétimo aniversário, a família Carpenter celebrou a inauguração da estrela dos Carpenters na Calçada da Fama em Hollywood. Ele disse em seu discurso que isso foi uma experiência ao mesmo tempo amarga e doce por causa da morte trágica de Karen, ainda que fosse capaz de celebrar a estrela.
Começou a gravar um álbum solo em 26 de junho de 1985 e terminou o álbum em 5 de julho de 1987 O álbum foi chamado "Time". Teve participações de Dusty Springfield e Dionne Warwick. Springfield cantou "Something in Your Eyes" e Warwick cantou "In Love Alone". Richard criou uma canção dedicada a Karen chamada "When Time Was All We Had". 
Em 1984, Richard casou-se com Mary Rudolph, cujo irmão, Mark Rudolph, era o road manager dos Carpenters, assim como ouvinte que participa durante o pot-pourri de músicas antigas do álbum de 1973, Now & Then. Richard e Mary têm cinco filhos: Kristi Lynn, Traci Tatum, Mindi Karen, Colin Paul e Taylor Mary.  Richard e os filhos às vezes se apresentam juntos em vários eventos relacionados aos Carpenters. A família hoje reside em Thousand Oaks, Califórnia.
Recentemente, Richard participou das produções dos documentários "Close to You: Remembering the Carpenters" (1997) e "Only Yesterday: The Carpenters Story" (2007). Ele lançou os DVDs "Gold: Greatest Hits (DVD)|Gold: Greatest Hits" e "Interpretations (Carpenters DVD)|Interpretations."  Richard estava preparando um novo disco natalino que seria lançado em 2009, o que acabou não acontecendo.
Em 2009 foi lançado o álbum 40/40 The Best Selection, uma compilação de sucessos dos Carpenters. 